# Harrison-Gletscher
Der Harrison-Gletscher ist ein Gletscher an der Clarie-Küste des ostantarktischen Wilkeslands. Er mündet 19 km östlich des Kap Carr in den Südlichen Ozean.
Luftaufnahmen der US-amerikanischen Operation Highjump (1946–1947) dienten seiner Kartierung. Das Advisory Committee on Antarctic Names benannte den Gletscher 1955 nach George Washington Harrison (1815–unbekannt), Midshipman auf dem Begleitschiff Flying Fish bei der United States Exploring Expedition (1838–1842) unter der Leitung des US-amerikanischen Polarforschers Charles Wilkes.